# A viso coperto (miniserie televisiva)
A viso coperto è uno sceneggiato televisivo italiano composto da quattro puntate.

## La miniserie
Questa miniserie televisiva è prodotta dalla RAI - Radiotelevisione Italiana, e venne trasmessa in prima visione su Rai 1 nel 1985.
La regia è di Gianfranco Albano. La sceneggiatura è di Silvana Buzzo.
Gli esterni vennero girati in Toscana nella provincia di Siena e sul monte Amiata, in particolare nei comuni di Abbadia San Salvatore, Piancastagnaio e Montepulciano.
È stata più volte trasmessa in replica su Rai 2, Rai 3 e Rai Premium, a differenza di alcune altre produzioni Rai (come ad esempio Vite bruciacchiate e Caccia segreta) che non sono mai state trasmesse in replica da nessuno dei vari canali Rai.

## Trama
Alcuni malviventi rapiscono una donna, Martina Connolly, e il suo bambino, Giacomo, nascondendoli in una tenda su una sperduta montagna sotto il controllo di Albino Sedda. Il piccolo tenta la fuga, ma viene poi ripreso; la madre viene invece rilasciata al fine di ottenere il riscatto. 
Quando Giacomo si ammala, tra lui e Albino nasce un sentimento di solidarietà nel momento in cui gli altri banditi vorranno ucciderlo perché il bambino li ha riconosciuti in viso. Albino allora fuggirà con lui, affrontando il complice Ivo che poi verrà ucciso dall'organizzazione criminale perché non parli una volta arrestato. 
Intanto le forze dell'ordine sono sulla traccia dei due, che si separano dopo che Giacomo promette ad Albino che dirà di non averlo mai visto. Il bambino viene ritrovato, e poco dopo Albino arrestato. Come promesso, Giacomo nega agli inquirenti di conoscere Albino, ma quando l'uomo viene accusato anche dell'omicidio del complice e tenta di togliersi la vita, Giacomo svelerà il suo segreto e racconterà tutta la verità, aiutato anche dalla madre che testimonierà il trattamento umano da parte di Albino.